# سارة غرين
سارة غرين (بالإنجليزية: Sarah Green)‏ هي مديرة إنتاج ‏ ومنتجة أفلام ومشغلة كاميرا أمريكية، ولدت في القرن العشرين في الولايات المتحدة.

## وصلات خارجية
- سارة غرين على موقع IMDb (الإنجليزية)
- سارة غرين على موقع قاعدة بيانات الفيلم (الإنجليزية)